# Rezolucija Vijeća sigurnosti UN-a 994
Rezolucijom Vijeća sigurnosti UN-a 994, jednoglasno usvojenom 17. svibnja 1995., nakon potvrđivanja svih rezolucija o sukobima u bivšoj Jugoslaviji, posebice rezolucija 981 (1995.), 982 (1995.) i 990 (1995.), Vijeće je raspravljalo o povlačenju hrvatskih snaga Armije iz zone razdvajanja, odnosno iz zapadne Slavonije oslobođene operacijom Bljesak i punog raspoređivanja Operacije Ujedinjenih naroda za obnovu povjerenja u Hrvatskoj (eng. United Nations Confidence Restoration Operation in Croatia, UNCRO).
Vijeće sigurnosti je bilo zabrinuto da ciljevi Vijeća sigurnosti nisu ispunjeni i da je prekršen sporazum između strana od 7. svibnja 1995., posebno o povlačenju trupa iz zona razdvajanja. Poštivanje primirja i povlačenje iz ovih područja bilo je važno za provedbu mandata UNCRO-a. Naglašeno je poštivanje ljudskih prava, posebice na području zapadne Slavonije (sektor Zapad).
Ranije izjave predsjednika Vijeća sigurnosti o hrvatskoj ofenzivi u zapadnoj Slavoniji — operaciji Bljesak — kojom se krši sporazum o prekidu vatre potpisan 29. ožujka 1994. Bila je zadovoljna koracima poduzetim kako bi se ispunili zahtjevi iz izjava, ali je zahtijevala povlačenje svih trupa iz zona razdvajanja. Istaknut je autoritet UNCRO-a uz poštivanje njegove sigurnosti i zaštite.
Vlada Hrvatske pozvana je na poštivanje prava srpskog stanovništva, uključujući njihovu slobodu kretanja i pristup međunarodnim humanitarnim organizacijama. S tim u vezi, zamoljen je glavni tajnik Butros Butros-Gali da procijeni humanitarnu situaciju u Slavoniji u suradnji s Visokim povjerenikom Ujedinjenih naroda za izbjeglice, Visokim povjerenikom Ujedinjenih naroda za ljudska prava, Međunarodnim odborom Crvenog križa i dr. organizacije. Strane su također pozvane da osiguraju sigurnost dionice autoceste Zagreb–Beograd u regiji i izbjegnu daljnje radnje koje bi mogle eskalirati situaciju.

## Vanjske poveznice
- Text of the Resolution at undocs.org